# Europameisterschaften 1892
Als Europameisterschaft 1892 oder EM 1892 bezeichnet man folgende Europameisterschaften, die im Jahr 1892 stattfanden:
- Eiskunstlauf-Europameisterschaft 1892